# Jules-Romain Tardieu
Jules-Romain Tardieu (* 28. Januar 1805 in Rouen; † 19. Juli 1868 in Paris) war ein französischer Verleger und Romancier aus der Kupferstecherfamilie Tardieu. Er veröffentlichte die von ihm selbst verfassten Romane unter dem Pseudonym J.-T. de Saint-Germain.

## Biographie
Jules Tardieu war eines der drei Kinder von Jean-Charles Tardieu. Es ist auch noch der jüngere Bruder Amand-Louis Tardieu bekannt. Mit 8 Jahren kam Jules Tardieu in die Schule und besuchte in Rouen auch das Gymnasium. Im Alter von 17 verließ er die Schule und folgte seinem Vater nach Paris. Dort begann er bei Antoine-Augustin Renouard eine Ausbildung zum Buchhändler.
Seine Freizeit verbrachte er im Atelier seines Vaters. Er versuchte sich unter anderem an Stichen nach Vernet und Forbin. Diese Tätigkeit schulte sei Einschätzungsvermögen für die Qualitäten von Stichen, was ihm im Buchhandel sehr entgegenkam.
1830 starb sein Vater. Dazukommend die Julirevolution, veranlasste seine Familie für einige Zeit Paris zu verlassen. 1835 heiratete er, nach langem Warten, das ihm seine Familie abverlangt hatte, in Saint-Germain, einer ländlichen Gemeinde.
Dem Sohn seines Arbeitgebers, Jules Renouard, war das außerordentliche Kunstverständnis Tardieus bekannt. Er holte ihn deshalb 1837 nach Paris zurück. Tardieu sollte die Herausgeberschaft für einen kunstgeschichtlichen Bildband übernehmen. Neben dieser Tätigkeit fing er an, seine ersten eigenen Geschichten und Romane zu verfassen, immer noch angeregt von seinem Aufenthalt auf dem Lande.
Er gründete 1856 seine eigene Buchhandlung und wurde damit, wie weithin üblich, selbst zum Verleger. Durch ihn wurde der Name Tardieu, der lange als Inbegriff für gekonnte Kupferstiche stand, zum Synonym für literarische Kunst und Poesie.
Georges Charpentier gab Tardieus Publikationen, nach dessen Tod, als Sammelband heraus.

## Veröffentlichungen (Auszug)
- Dolorès, erste Ausgabe 1867
- Le chalet d'Auteuil, zweite Ausgabe 1863
- Le livre des enfants qui ne savent pas lire, erste Ausgabe 1863
- L’Art d'être malheureux, vierte Ausgabe 1860
- Lady Clare, erste Ausgabe 1858
- Mignon, erste Ausgabe 1857